# João Lúcio de Azevedo (agrônomo)
João Lúcio de Azevedo (São Paulo, 31 de julho de 1937) é um agrônomo, geneticista, pesquisador e professor universitário brasileiro.
Comendador e grande oficial da Ordem Nacional do Mérito Científico, membro titular da Academia Brasileira de Ciências, João é professor emérito da Universidade de São Paulo

## Biografia
João nasceu na capital paulista, em 1937. Na adolescência sonhava em seguir carreira científica, principalmente a genética. Ingressou na Escola Superior de Agricultura Luiz de Queiroz (ESALQ), graduando-se em 1959. Por incentivo de seu professor Friedrich Gustav Brieger, João foi atrás de bolsas de iniciação científica e a fazer uma genética que praticamente não existia no Brasil, a genética de microrganismos.
Em 1961, antes de terminar seu doutorado em agronomia, foi contratado como professor do departamento de Genética (LGN/ESALQ), onde começou lecionando as disciplinas de Genética e Citologia (hoje Biologia Celular) e depois Genética de Microrganismos. Em 1971, partiu para a Universidade de Sheffield na Inglaterra, para um doutorado em genética, onde trabalhou com instabilidade mitótica em Aspergillus, sendo orientado por Joseph Alan Roper.
Implantou e coordenou a implantação de laboratórios em várias universidades do país, de forma a criar novos profissionais. Esteve na Universidade de Brasília, Universidade Estadual de Campinas, Universidade Federal de Goiás, Universidade de Mogi das Cruzes e na Universidade de Caxias do Sul. De 2005 a 2011 foi coordenador do Centro de Biotecnologia da Amazônia (CBA), em Manaus na área de microbiologia.
Sua pesquisa esteve voltada desde o início para a a genética de microrganismos, onde desenvolveu pesquisas com genética de fungos, voltadas à estabilização de linhagens de interesse agrícola e industrial, e melhoramento genético de espécies usadas no controle biológico de pragas agrícolas. Foi representante do Brasil na Conferência sobre Armas Biológicas da ONU, em 1986, foi presidente da Sociedade Brasileira de Genética por duas vezes, entre 1984 e 1986 e 1996 e 1998, foi diretor da ESALQ entre 1991 e 1995 e junto de outros pesquisadores da Fundecitrus e da Universidade Federal do Paraná, desenvolveu um kit para diagnóstico do fungo fitopatogênico Guignardia citricarpa, conhecido como "pinta preta" dos citros.
Publicou mais de 140 artigos científicos, organizou e publicou 23 livros e tem 37 capítulos de livros publicados. Publicou 20 textos de notícias em revistas e escreveu o livro de referência Genética de microrganismos (1998).

## Prêmios
- Prêmio Schering de Microbiologia (1979)[2]
- Prêmio Cavaleiro da Ordem do Cálice, RS (1984)[2]
- Engenheiro Agrônomo do ano de 1991[2]
- Prêmio Frederico de Menezes Veiga (Embrapa, 1996)[2]
- Comendador da Ordem Nacional do Mérito Científico (Presidência da República, 1998)[2]
- Medalha do Mérito Científico e Tecnológico (Governo de São Paulo, 2001)[2]
- Grã-Cruz do Mérito Científico e tecnológico (Governo Federal-MCT, 2004)
- Prêmio SCOPUS da ELSEVIER AMARICA LATINA E CAPES (2006)
- Prêmio Bunge - Vida e obra (2009)
- Diploma Jubileu de Ouro ESALQ (2008)
- Homenagem e diploma nos 75 anos de fundação do Departamento de Genética, ESALQ/Universidade de São Paulo (2010)
- Homenageado do Congresso Nacional de Genética, Sociedade Brasileira de Genética (2010)
- Pesquisador emérito, CNPq (2010)
- Diploma pela colaboração acadêmica ao ensino, pesquisa e extensão nas comemorações dos 110 anos da ESALQ, Escola Superior de Agricultura "Luiz de Queiroz", Univ. São Paulo (2011)
- Professor Emérito, ESALQ, Univ. São Paulo (2011)
- Eleito do ano da Sociedade Brasileira de Recursos Genéticos (2013)
- Homenagem, Associação dos ex-alunos da ESALQ/Univ. São Paulo (2014)
- Medalha Luiz de Queiroz, Escola Superior de Agricultura Luiz de Queiroz, Univ. São Paulo (2015)